# Leissigen
Leissigen (toponimo tedesco) è un comune svizzero di 1 079 abitanti del Canton Berna, nella regione dell'Oberland (circondario di Interlaken-Oberhasli).

## Geografia fisica
Leissigen si affaccia sul Lago di Thun e si estende fino al monte Morgenberghorn.

## Monumenti e luoghi d'interesse

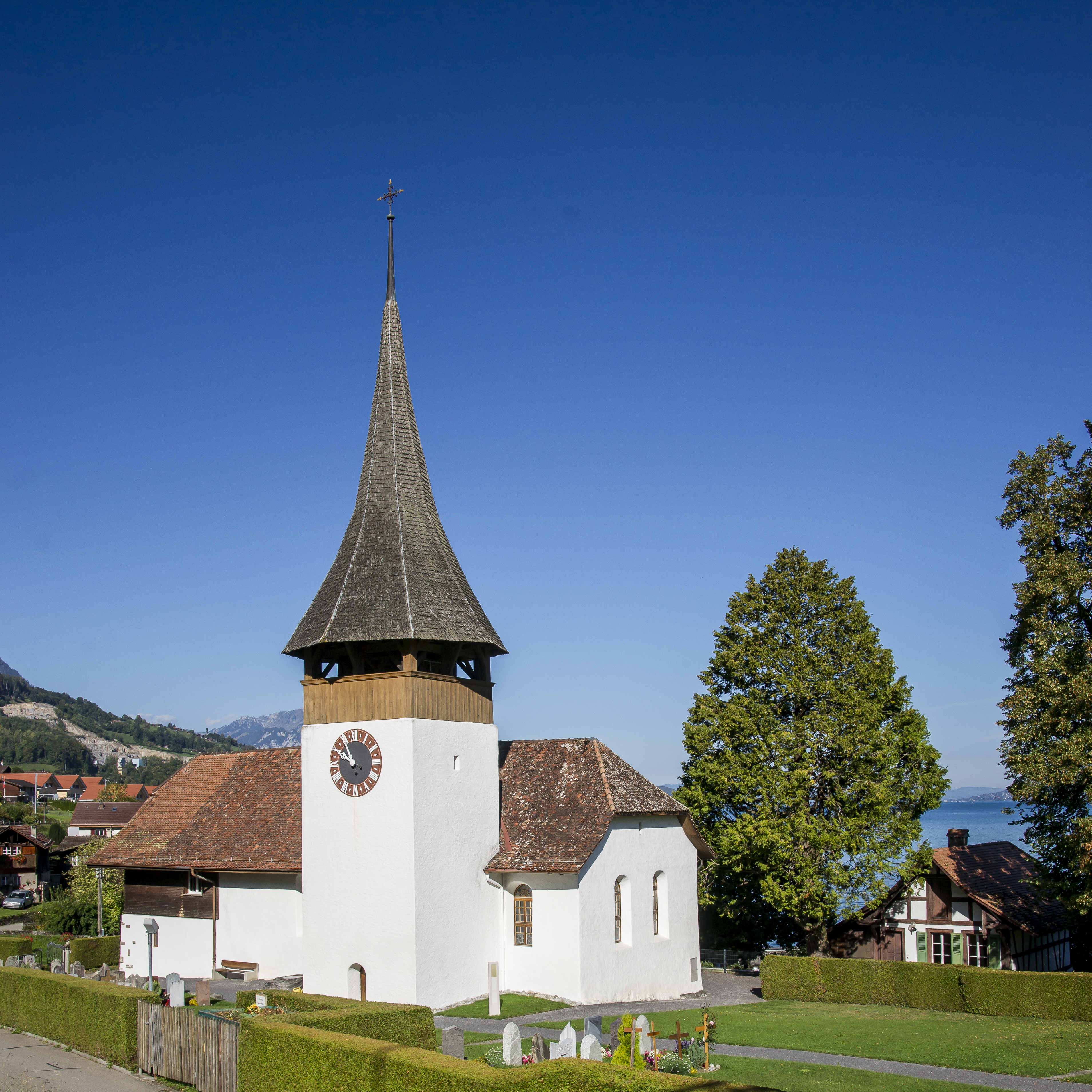
La chiesa riformata

- Chiesa riformata, eretta nell'XI secolo e ricostruita nel 1675[1].

## Società

### Evoluzione demografica
L'evoluzione demografica è riportata nella seguente tabella:
Abitanti censiti

## Infrastrutture e trasporti

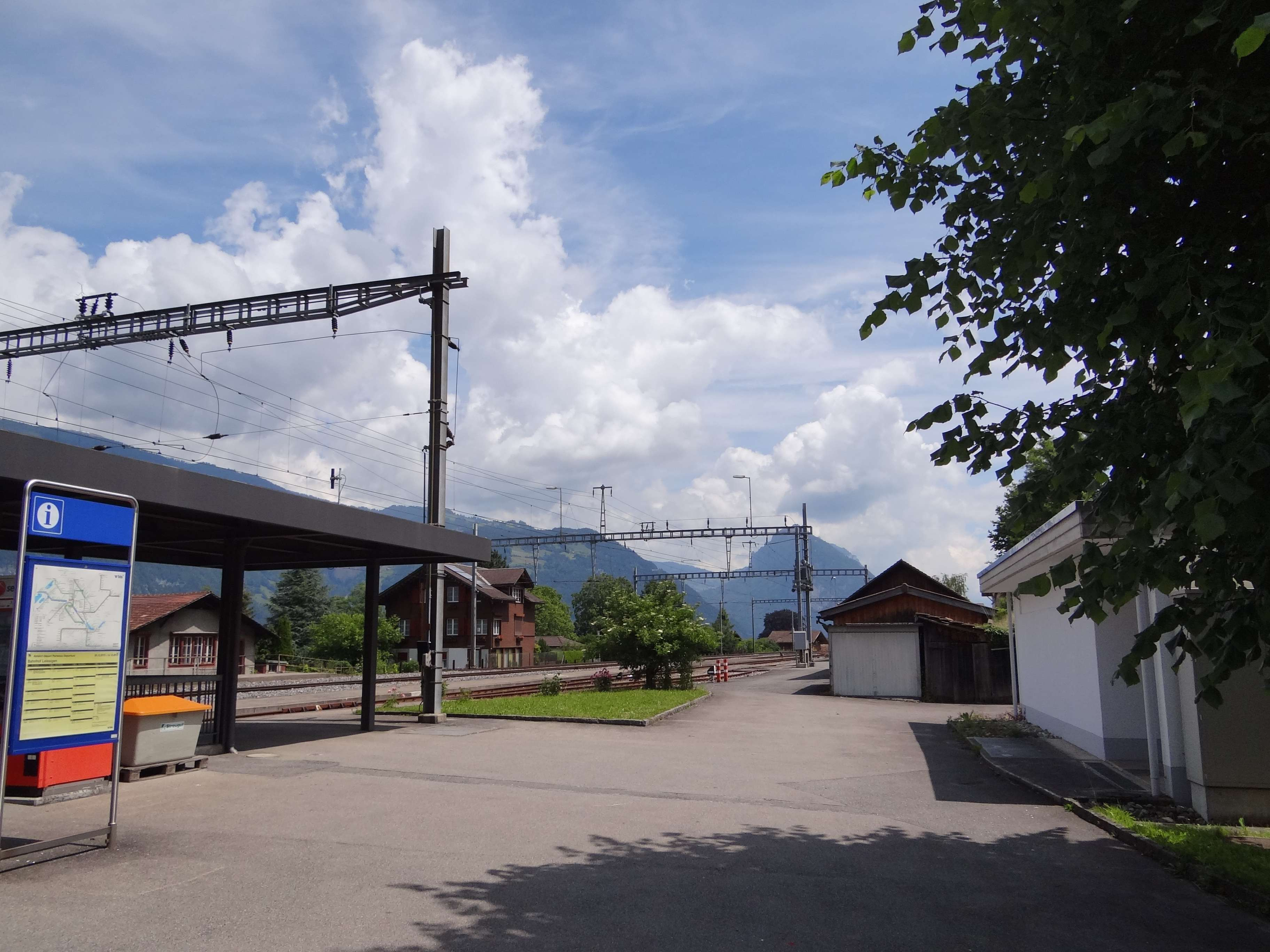
La stazione di Leissigen

Leissigen è stata servita fino al 2020 dall'omonima stazione sulla ferrovia Thunerseebahn.

## Amministrazione
Ogni famiglia originaria del luogo fa parte del cosiddetto comune patriziale e ha la responsabilità della manutenzione di ogni bene ricadente all'interno dei confini del comune.